# 葵花宝典
葵花宝典（きかほうてん、拼音: Kuíhuā bǎodiǎn）は、金庸の武俠小説『秘曲 笑傲江湖』に出てくる架空の技。東方不敗はこの技を習得してから、江湖で無敵となり、任我行や令狐冲といった達人4人が束になってもかなわないほどになった。

## 由来

### 林遠図が習得するまで
創始者は前王朝のある宦官。「葵花宝典」はいつしか福建少林寺にわたり、そこに記された難解な技を解明するために日夜研究を続けられていた。しかし、習得にはまず去勢（自宮）する事が絶対の条件であったため、難解な技の修得・解明には至らなかった。
ある時華山派の弟子である岳粛と蔡子峰が少林寺を訪れ、書物庫で偶然に「葵花宝典」を見つけ、それぞれが別々に盗み見た。少林寺は、二人が帰ってから書物庫の蔵書が盗み見されたことに気付き、事情を調べるために一人の僧、渡元を華山派に派遣した。
渡元が華山を訪れると、岳と蔡の二人が言い争いをしていた。岳は気功が重要だと語り、蔡は剣技が重要だと語っていた。どうやら「葵花宝典」の一部だけを見て、それを修得しようとしていたらしい。
二人は渡元に対して自分たちの疑問をぶつけ、渡元はそれに対して自分なりの解釈を説明した。
納得した二人の弟子はそれぞれに「葵花宝典」を残した。
渡元は華山を降りたが少林寺には帰らなかった。すでに彼は「葵花宝典」の極意を悟っていたのである。
去勢した彼は修得した内容を「辟邪剣譜」として記し、還俗して「林遠図」（林平之の義理の曽祖父）と名乗り江湖に無敵の使い手として名を馳せることになる。
彼はその後「福威鏢局」を創業し大いに栄え、妻と養子（林平之の祖父林仲雄）を迎えた。
この頃、若き日の余滄海の師匠が林遠図に挑むが敗れている。その後師匠の仇を討つために青城派では長く辟邪剣譜の研究が行われた。『秘曲 笑傲江湖』物語序盤で起こった「福威鏢局」の悲劇は、すでにこの頃に端を発していたのである。
少林寺では派遣した渡元が戻らない状況に慌てていたが、林遠図の出現により全てを悟った。
「葵花宝典」の担当であった大師は自らの死の間際、邪悪な内容を後世に伝えまいとして「葵花宝典」を燃やしてしまう。
また、林遠図も仏門の弟子であったためか、自らの行いを悔いて子孫は辟邪剣譜を修得してはならないと言い残す。この後、林家は「辟邪剣譜」を狙う輩に度々襲われるが、誰も「辟邪剣譜」を身につけたものはなかった。林遠図の義理の孫・林震南（林平之の父）の剣が平凡で命を落とすことになったのもこうした因縁からである。

### 華山派の内乱に発展
岳粛与と蔡子峰の見解の相違はしだいに派閥争いにまで発展していく。後に岳派は「気功流」と呼ばれ、岳不群や令狐冲がこれに連なる。一方、蔡派は「剣術流」と呼ばれ、「独孤九剣」の使い手である風清揚が一員となる。後に本格的な内乱となり、勝利した「気功流」が華山派を支配することになる。
こうした内乱状態の最中、日月神教の度重なる侵攻のうちに気功流と剣術流の「葵花宝典」が奪われてしまう。

### 東方不敗が修得するまで
葵花宝典を華山派から奪った日月神教の教主任我行は、「吸星大法」の副作用（体内での真気の衝突）に悩まされていた。研究に夢中であった任我行は、幹部の東方不敗に政務を任せきりにしていた。だが東方不敗は教主しか見ることが許されない「葵花宝典」の内容に心奪われていた。教団内での反対派を着実に粛清していった東方不敗は遂に任我行を捕え、西湖の地下に幽閉する。そして、自らが教主となり「葵花宝典」を我が物として修得した。